# 佐々木すぐる

佐々木すぐる

佐々木 すぐる（ささき すぐる、本名：佐々木 英、1892年〈明治25年〉4月16日 - 1966年〈昭和41年〉1月13日）は、日本の作曲家。兵庫県高砂市出身。童謡をはじめとする2000曲もの楽曲を作曲し、中でも「月の沙漠」「お山の杉の子」が有名。三男の佐々木行綱は元童謡歌手、声楽家（バス）、音楽評論家、元山形大学教授。

## 生涯
兵庫県印南郡阿弥陀村魚橋（現・高砂市阿弥陀町魚橋）出身。元は士族であり、父親が郡役所に勤務する家庭に育つ。幼い頃に近所の住人から笛を貸してもらったことで、音楽に興味を抱く。しかし、家庭が貧しかったことから学費のことを考え、音楽学校ではなく姫路師範学校（現在の神戸大学の前身の一つ）へと進学。在学中は生活費を得るためにボイラー技士として働きながら勉学に励む。卒業後しばらく郷里の小学校で教鞭をとるが、後に東京音楽学校に進学し、甲師科を卒業。
東京音楽学校卒業後は、浜松師範学校（現在の静岡大学）で教員として働く傍ら「青い鳥」や「じゃんけんぽん」などの童謡を発表する。1922年（大正11年）に師範学校を退職し、上京。作曲家に専念する。1923年には「月の沙漠」を作曲。1924年（大正13年）には、自分の作品を掲載した「青い鳥楽譜」を発刊し、昭和初期まで自費で出版する。また、青い鳥児童合唱団を主宰し、精力的に全国を回った。1932年（昭和7年）には日本コロムビアの専属作曲家となる。1930年代には唱歌や「兵隊さんよありがとう」のような愛国歌を数多く発表し、当時の子供たちの間に広く知れ渡った。後に音楽の教科書の編纂を行い、日本作曲家協会理事を務めるなど子供のための音楽や歌曲の普及に貢献した。浦和市立（現さいたま市立）針ヶ谷小学校の校歌が最後の作品であると考えられる（1966年2月27日に校歌制定発表会）。

## 主な作曲作品
- 月の沙漠
- 七夕（本名の佐々木英名義、高橋掬太郎作詞）
- 昭和の子供
- ひょうたんぽっくりこ（昭和8年、久保田宵二作詞）
- 軍艦旗の歌（瀬戸口藤吉作曲のものとは同名異曲）
- 航空日本の歌（1940年、中川秀雄作詞）
- 納税奉公の歌 (村は青空)（1941年、西川好次郎作詞）
- 兵隊さんよありがとう（橋本善三郎作詞、歌・松原操、飯田ふさ江）
- お山の杉の子（1944年、吉田テフ子作詞 / サトウハチロー補作（戦後改作））
- 赤ちゃんのお耳
- 灘中学校・高等学校生徒歌（作詞：眞田範衞）
- 日本教職員組合組合歌

校歌
- 大田区立大森第一中学校校歌（作詞：藤浦洸）
- 大田区立矢口小学校校歌
- 大田区立大森第四小学校校歌（作詞：神保光太郎）
- さいたま市立東大成小学校
- さいたま市立宮原小学校校歌（作詞：神保光太郎）
- さいたま市立常盤小学校校歌
- さいたま市立針ヶ谷小学校校歌
- さいたま市立本太小学校校歌
- 川越市立山田小学校校歌（作詞：藤浦洸）
- 練馬区立石神井東小学校校歌（作詞：西條八十）
- 小金井市立小金井第二小学校校歌
- あきる野市立五日市小学校校歌（作詞：神保光太郎）
- 黒部市立高志野中学校校歌
- 高岡市立国吉小学校校歌（作詞：西條八十）
- 静岡県立韮山高等学校校歌
- 静岡市立東豊田小学校校歌
- 森町立宮園小学校校歌
- 浜松市立東小学校校歌
- 浜松市立元城小学校校歌
- 新居町立新居中学校校歌
- 兵庫県立松陽高等学校校歌
- 神戸市立西灘小学校校歌
- 神戸市立真野小学校校歌
- 豊岡市立八条小学校校歌
- 姫路市立林田中学校校歌
- 姫路市立城北小学校校歌
- 姫路市立飾磨小学校校歌
- 姫路市立白浜小学校校歌
- 北九州市立泉台小学校校歌（作詞：阿南哲朗）
- 北九州市立筒井小学校校歌（作詞：阿南哲朗）
- 津屋崎町立津屋崎小学校校歌
- 佐伯市立波当津小学校校歌
- 愛媛県立松山北高等学校校歌
- 修文女子高等学校校歌
- 神河町立粟賀小学校校歌
- 奥多摩町立氷川小学校校歌
- 川口市立青木中央小学校校歌
- 川口市立上青木小学校校歌
- 川口市立並木小学校校歌
- 茂原市立五郷小学校校歌
- 袋井市立袋井中学校校歌
- 真颯館高等学校校歌（作詞：阿南哲朗）
- 山形市立第五中学校校歌（作詞：神保光太郎）